# Manuel Duarte Moreira de Sá e Melo
Manuel Duarte Moreira de Sá e Melo (Vizela, Casa de Sá, 22 de Novembro de 1892 — Lisboa, 1975?) foi um engenheiro civil que se distinguiu como comissário-adjunto da Exposição do Mundo Português, tendo sido durante largos anos Director-Geral dos Serviços de Urbanização, do Ministério das Obras Públicas, durante o Estado Novo.

## Condecorações
- Grã-Cruz da Ordem Militar de Cristo de Portugal (4 de março de 1941)
- Grande-Oficial da Ordem do Infante D. Henrique de Portugal (19 de julho de 1961)
- Grande-Oficial da Ordem da Instrução Pública de Portugal (5 de janeiro de 1963)[1]